# Alexander Weyand
Alexander Mulqueen Weyand Jr. (* 11. November 1928 in Philadelphia, Pennsylvania; † 21. Mai 2011 in Boyce, Clarke County, Virginia) war ein Generalleutnant der United States Army. Er war unter anderem Kommandeur der 25. Infanteriedivision und der United States Army, Japan.
Alexander Weyand war ein Sohn von Oberst Alexander Mathias Weyand (1892–1982) und dessen Frau Marie Mulqueen (1895–1972). Er wuchs an den jeweiligen Militärstandorten auf, an denen sein Vater stationiert war. In den Jahren 1947 bis 1951 durchlief er die United States Military Academy in West Point. Nach seiner Graduation wurde er als Leutnant in das Offizierskorps des Heeres aufgenommen. In der Armee durchlief er anschließend alle Offiziersränge vom Leutnant bis zum Drei-Sterne-General.
Gleich zu Beginn seiner militärischen Laufbahn wurde Weyand im Koreakrieg eingesetzt, wo er im 279. Infanterieregiment diente, das der 45. Infanteriedivision unterstand. In den folgenden Jahren absolvierte er den für Offiziere in den entsprechenden Rangstufen üblichen Dienst in verschiedenen Einheiten und Standorten. Dazu gehörten auch Aufgaben als Stabsoffizier in verschiedenen Hauptquartieren.
Von 1964 bis 1966 gehörte er der Stabsabteilung G1 (Personal) im Heeresministerium an. In den Jahren 1968 und 1969 diente Weyand im Vietnamkrieg. Dort kommandierte er die 173. Airborne Brigade. Anschließend kommandierte er von 1969 bis 1972 die 2. Brigade der 82. Luftlandedivision. Nach zwischenzeitlichen anderen Verwendungen erhielt Alexander Weyand im Jahr 1977 das Kommando über den multinationalen mobilen Eingreifverband der NATO, Allied Command Europe Mobile Forces, dessen Hauptquartier sich in Heidelberg in Deutschland befand. Diesen Posten bekleidete er bis zum Jahr 1980.
Nach seiner Zeit in Heidelberg wurde er nach Hawaii versetzt, wo er noch im Jahr 1980 das Kommando über die dort stationierte 25. Infanteriedivision übernahm. Dieses Kommando bekleidete er bis zum Jahr 1982. Am 2. September 1982 übernahm er als Nachfolger von Roscoe Robinson Jr. den Oberbefehl über die U.S. Army Japan und in Personalunion auch den des IX. Korps. Weyand behielt diese Ämter bis zum 1. August 1985. Nach der an diesem Tag erfolgten Kommandoübergabe an Charles W. Dyke schied er aus dem aktiven Militärdienst aus.
Nach seinem Ausscheiden aus der Armee wurde Alexander Weyand Leiter (Superintendent) der Militärschule Valley Forge Military Academy and College in Wayne im Delaware County in Pennsylvania. Dieses Amt bekleidete er bis 1989.
Weyand verbrachte seinen Lebensabend auf der Farm seiner zweiten Frau im Clarke County in Virginia. Er starb am 21. Mai 2011 und wurde auf dem amerikanischen Nationalfriedhof Arlington beigesetzt.

## Orden und Auszeichnungen
Alexander Weyand erhielt im Lauf seiner militärischen Laufbahn unter anderem folgende Auszeichnungen:
- Army Distinguished Service Medal
- Silver Star
- Legion of Merit
- Defense Superior Service Medal
- Purple Heart